# Чирков, Александр Юрьевич
Чирков Александр Юрьевич (род. 16 октября 1957, Кривой Рог, Днепропетровская область) — советский и украинский учёный в области механики. Доктор технических наук (2009), член-корреспондент Национальной академии наук Украины (2024). Лауреат Государственной премии Украины в области науки и техники (2017), премии имени А. Н. Динника НАН Украины (2022). Директор Института проблем прочности НАН Украины.

## Биография
Родился 16 октября 1957 года в городе Кривой Рог Днепропетровской области.
В 1977 году окончил Киевский политехнический институт. В 1982—1984 годах работал в том же институте.
С 1988 года работал в Институте проблем прочности НАН Украины (Киев): в 2009—2021 годах — ведущий научный сотрудник, в 2021—2022 годах — главный научный сотрудник, с 2022 года — директор института.

## Научная деятельность
Научные исследования направлены на развитие методов расчётного моделирования в механике:
- разработку и совершенствование смешанных схем метода конечных элементов повышенной точности;
- моделирование актуальных инженерных задач в машиностроении и атомной энергетике;
- обоснование математических моделей непружинной деформации и методов решения нелинейных краевых задач термомеханики;
- исследование процессов упруго-вязко-пластической деформации с учётом истории термосилового нагружения и микроструктурных особенностей материала;
- применение современных концепций механики разрушения, моделирование дефектов хрупко-вязкого разрушения;
- анализ радиационных эффектов (вспучивание, ползучесть) в материалах и конструкциях, эксплуатируемых в условиях повышенных температур и нейтронного облучения.

### Научные труды
- Методы расчётного анализа в задачах прочности элементов оборудования реакторных установок ВВЭР. Киев, 2018 (в соавторстве).
- Радіаційна повзучість у задачах механіки непружного деформування матеріалів та елементів конструкцій. К., 2020.
- Analysis of radiation creep problems considering pore growth ductile fracture by Rice–Tracey–Huang models and Kachanov’s solution for a spherical cavity. Part 2. Validity check of the governing equations // Strength of Materials. 2023. Vol. 55, № 6.
- Mixed Fem Formulation within the Toupin–Mindlin Gradient Elasticity Theory: Validity Analysis // Там само. 2024. Vol. 56, № 4.
- Plane crack problems within strain gradient elasticity and mixed finite element implementation // Computational Mechanics. 2024. Vol. 74 (в соавторстве).

## Награды
- Государственная премия Украины в области науки и техники (2017);
- Премия имени А. Н. Динника Национальной академии наук Украины (2022).